# Monochamus scabiosus
Monochamus scabiosus är en skalbaggsart som beskrevs av Max Quedenfeldt 1882. Monochamus scabiosus ingår i släktet Monochamus och familjen långhorningar.
Artens utbredningsområde är:
- Angola.
- Gabon.
- Ghana.
- Kenya.

Inga underarter finns listade i Catalogue of Life.